# Robert McKinley
Pour les articles homonymes, voir McKinley.
Robert McKinley, né le 5 août 1950 à Saint Louis, est un joueur de tennis américain.
Il est le frère cadet du joueur de tennis Chuck McKinley.
Il a atteint les huitièmes de finale du tournoi de Wimbledon 1973.
En double, il a atteint la finale de deux tournois ATP avec Dick Stockton et joué un quart de finale à l'US Open 1972.

## Palmarès

### Finales en double (2)
- 1971 : Merion (avec Dick Stockton)
- 1972 : Colombus (avec Dick Stockton)

## Parcours dans les tournois duGrand Chelem

### En simple
| Année | Open d'Australie | Open d'Australie | Internationaux de France | Internationaux de France | Wimbledon     | Wimbledon | US Open         | US Open       |
| ----- | ---------------- | ---------------- | ------------------------ | ------------------------ | ------------- | --------- | --------------- | ------------- |
| 1966  | —                | —                | —                        | —                        | —             | —         | 2e tour (1/32)  | S. Tacchini   |
| 1967  | —                | —                | —                        | —                        | —             | —         | —               | —             |
| 1968  | —                | —                | —                        | —                        | —             | —         | 3e tour (1/16)  | T. Ulrich     |
| 1969  | —                | —                | —                        | —                        | —             | —         | 3e tour (1/16)  | M. Santana    |
| 1970  | —                | —                | —                        | —                        | —             | —         | 3e tour (1/16)  | R. Emerson    |
| 1971  | —                | —                | —                        | —                        | —             | —         | 1er tour (1/64) | E. van Dillen |
| 1972  | —                | —                | —                        | —                        | —             | —         | 1er tour (1/64) | C. Pasarell   |
| 1973  | —                | —                | —                        | —                        | 1/8 de finale | R. Taylor | 2e tour (1/32)  | K. Rosewall   |

N.B. : à droite du résultat se trouve le nom de l'ultime adversaire.

### En double
| Année | Open d'Australie | Open d'Australie | Internationaux de France | Internationaux de France | Wimbledon                    | Wimbledon         | US Open                    | US Open               |
| ----- | ---------------- | ---------------- | ------------------------ | ------------------------ | ---------------------------- | ----------------- | -------------------------- | --------------------- |
| 1969  | —                | —                | —                        | —                        | —                            | —                 | 1/8 de finale D. Stockton  | J. McManus J. Osborne |
| 1970  | —                | —                | —                        | —                        | —                            | —                 | 2e tour (1/16) D. Stockton | B. Hewitt F. McMillan |
| 1971  | —                | —                | —                        | —                        | —                            | —                 | 2e tour (1/16) D. Stockton | R. Maud A. Stone      |
| 1972  | —                | —                | —                        | —                        | —                            | —                 | 1/4 de finale D. Stockton  | I. Năstase I. Țiriac  |
| 1973  | —                | —                | —                        | —                        | 2e tour (1/16) H. Fitzgibbon | J. Kodeš J. Kukal | 2e tour (1/16) P. Gerken   | N. Pilić A. Stone     |

N.B. : le nom du ou de la partenaire se trouve sous le résultat ; le nom des ultimes adversaires se trouve à droite.